# Хонало (Хаваји)
Хонало (енгл. Honalo) насељено је место за статистичке потребе у америчкој савезној држави Хаваји. По попису становништва из 2010. у њему је живело 2.423 становника.

## Демографија
Према попису становништва из 2010. у граду је живело 2.423 становника, што је 436 (21,9%) становника више него 2000. године.
| Група             | 2000.       | 2010.       |
| Белци             | 706 (35,5%) | 656 (27,1%) |
| Афроамериканци    | 10 (0,5%)   | 7 (0,3%)    |
| Азијати           | 414 (20,8%) | 413 (17,0%) |
| Хиспаноамериканци | 210 (10,6%) | 492 (20,3%) |
| Укупно            | 1.987       | 2.423       |